# 可敦
可敦，是鲜卑、突厥、契丹、蒙古女性的头衔，初为可孙，最早见于《南齐书》，指北魏皇后，一般认为源自1世纪至3世纪的鲜卑部落，柔然亦有此称呼。与可汗一样用在统治者身上。可敦常作為君主配偶的稱號。蒙古时代又译作哈屯。
在奥斯曼帝国，以可敦来称呼苏丹的母亲、女儿、及后妃，这一用法在16世纪之后被“蘇丹娜”代替。但之后可敦仍被用作对女性的敬称。
現在孟加拉國女性穆斯林也有使用此頭銜。